# Championnat du Maroc masculin de handball
 (décembre 2021).
Si vous disposez d'ouvrages ou d'articles de référence ou si vous connaissez des sites web de qualité traitant du thème abordé ici, merci de compléter l'article en donnant les références utiles à sa vérifiabilité et en les liant à la section « Notes et références ».
Le Championnat du Maroc masculin de handball est la compétition qui oppose les meilleurs clubs masculins de handball au Maroc.

## Histoire
Le handball s'est lancé donc au Maroc en 1941, l'Empire chérifien alors sous protectorat français a vue la création de certains équipes de handball fondé par les étrangers, et en arrivant au mois de mars 1942, le WAC créa aussi sa section de hand, et c'est de ce fut donc que la Ligue du Maroc de Handball Association (LMHA) créa le Championnat du Maroc de handball sous le guide de la Fédération Marocaine des Sports Athlétiques (FMSA), dans son format à onze joueurs et sur un terrain de football. La Ligue du Maroc qui s'est ainsi constitué sous l'impulsion de M. Si Reys, sous l'égide de la FMSA. Parmi les premiers handballeurs, on trouve des footballeurs, des basketteurs ou encore le bombardier marocain Marcel Cerdan, Champion d'Europe de Boxe et capitaine de l'AS Casablanca.
En 1942, le tournoi final à quatre équipes est remporté par l'US Fès (9 points) devant le Stade Marocain (7 points), l'AS Rabat (5 points) et le Wydad AC (3 points). L'AS Casablanca, le Racing AC et l'OC Meknès ont également participé à la compétition.
La compétition prend réellement son essor pour la saison 1942/1943 avec des championnats des ligues régionaux et du Maroc. Ainsi, quinze clubs marocains étaient régulièrement affiliés à la Ligue du Maroc de Handball Association en 1943 parmi lesquels l'US Fès, le Racing AC, l'Olympique de Meknès et l'US de Rabat, etc.
En 1947, le Stade Marocain s'impose en finale 8-1 face à l'US Fès. Lors de la saison 1947/1948, seulement 4 équipes sont engagés pour disputer le play-off du Championnat du Maroc : le Club Athlétique de Port-lyautey, l'Olympique Marocain, le Stade Marocain et le Maghreb Sportif de Rabat.

## Clubs engagés
Les clubs de l'édition 2024/2025 sont :
Groupe Nord
- FAR de Rabat
- AS Salé
- Hilal Nador
- FUS de Rabat
- Etudiants de Tetouan
- Mouloudia Oujda
- RST Tanger
- Errachidia Sports Club

Groupe Sud
- Raja d'Agadir
- Widad Smara
- Rabita de Casablanca
- Mountada Derb Sultan T
- Taraji Ouezzane
- Wydad Casablanca
- Union Nouaceur Club
- Kawkab de Marrakech

## Palmarès
- 1942[7] : US Fès
- 1947[5] : Stade Marocain

Le palmarès de 1961 à 1979[réf. nécessaire] :
- 1961 : CS Marocain
- 1962 : ?
- 1963 : ?
- 1964 : ?
- 1965 : Fath US
- 1966 : Fath US (2)
- 1967 : Wydad AC
- 1968 : Fath US (3)
- 1969 : OC Khouribga
- 1970 : OC Khouribga (2)
- 1971 : ASU Casablanca
- 1972 : ASU Casablanca (2)
- 1973 : ASU Casablanca (3)
- 1974 : ASU Casablanca (4)
- 1975 : Wydad AC (2)
- 1976 : Wydad AC (3)
- 1977 : Wydad AC (4)
- 1978 : Wydad AC (5)
- 1979 : Kénitra AC

Le palmarès de 1980 à 2012 est :
- 1980 : Mouloudia d'Oujda
- 1981 : Mouloudia d'Oujda (2)
- 1982 : PTT Marrakech
- 1983 : Wydad AC (6)
- 1984 : COD Meknès
- 1985 : Mouloudia d'Oujda (3)
- 1986 : Rabita de Casablanca
- 1987 : Rabita de Casablanca (2)
- 1988 : Rabita de Casablanca (3)
- 1989 : Wydad AC (7)
- 1990 : PTT Marrakech (2)
- 1991 : Rabita de Casablanca (4)
- 1992 : Kawkab de Marrakech
- 1993 : Kawkab de Marrakech (2)
- 1994 : Kawkab de Marrakech (3)
- 1995 : PTT Marrakech (3)
- 1996 : Kawkab de Marrakech (4)
- 1997 : Kawkab de Marrakech (5)
- 1998 : Fath US (4)
- 1999 : Fath US (5)
- 2000 : Fath US (6)
- 2001 : COD Meknès (2)
- 2002 : Rabita de Casablanca (5)
- 2003 : Rabita de Casablanca (6)
- 2004 : Rabita de Casablanca (7)
- 2005 : Rabita de Casablanca (8)
- 2006 : COD Meknès (3)
- 2007 : Rabita de Casablanca (9)
- 2008 : Rabita de Casablanca (10)
- 2009 : Rabita de Casablanca (11)
- 2010 : Rabita de Casablanca (12)
- 2011 : Renaissance de Berkane
- 2012 : Mouloudia de Marrakech

Le palmarès depuis 2013 est[source insuffisante] :
- 2013 : Mouloudia de Marrakech (2)
- 2014 : Mouloudia de Marrakech (3)
- 2015 : Widad Smara
- 2016 : Widad Smara  (2)
- 2017 : Widad Smara  (3)
- 2018 : Rajae d'Agadir
- 2019 : Widad Smara  (4)
- 2020 : Widad Smara  (5)
- 2021 : Raja d'Agadir (2)
- 2022 : Hilal Nador
- 2023 : Widad Smara  (6)[9]
- 2024 : Mountada Derb Sultan[10]

## Bilan
| Rang | Club                   | Titres | Années                                                                 |
| ---- | ---------------------- | ------ | ---------------------------------------------------------------------- |
| 1    | Rabita de Casablanca   | 12     | 1986, 1987, 1988, 1991, 2002, 2003, 2004, 2005, 2007, 2008, 2009, 2010 |
| 2    | Wydad AC               | 7      | 1967, 1975, 1976, 1977, 1978, 1983, 1989                               |
| 3    | FUS de Rabat           | 6      | 1965, 1966, 1968, 1998, 1999, 2000                                     |
| 3    | Widad Smara            | 6      | 2015, 2016, 2017, 2019, 2020, 2023                                     |
| 5    | Kawkab de Marrakech    | 5      | 1992, 1993, 1994, 1996, 1997                                           |
| 6    | ASU Casablanca         | 4      | 1971, 1972, 1973, 1974                                                 |
| 7    | Mouloudia d'Oujda      | 3      | 1980, 1981, 1985                                                       |
| 7    | PTT Marrakech          | 3      | 1982, 1990, 1995                                                       |
| 7    | COD Meknès             | 3      | 1984, 2001, 2006                                                       |
| 7    | Mouloudia de Marrakech | 3      | 2012, 2013, 2014                                                       |
| 11   | OC Khouribga           | 2      | 1969, 1970                                                             |
| 11   | Raja d'Agadir          | 2      | 2018, 2021                                                             |
| 13   | US Fès                 | 1      | 1942                                                                   |
| 13   | KAC de Kénitra         | 1      | 1979                                                                   |
| 13   | Renaissance de Berkane | 1      | 2011                                                                   |
| 13   | Hilal Nador            | 1      | 2022                                                                   |
| 13   | Mountada Derb Sultan   | 1      | 2024                                                                   |